# Carex acocksii
Carex acocksii är en halvgräsart som beskrevs av C. Archer. Carex acocksii ingår i släktet starrar, och familjen halvgräs. Inga underarter finns listade i Catalogue of Life.